# Marlene Ramdohr-Bark
Marlene Ramdohr-Bark (geb. Bark; * 26. Juli 1926 in Tilsit) ist eine deutsche Gebrauchsgrafikerin.

## Leben und Werk
Marlene Bark war die Tochter eines Beamten in Tilsit, die infolge von Flucht und Vertreibung 1945 in die Sowjetische Besatzungszone gelangte. Von 1946 bis 1953 arbeitete sie als Zeichnerin in einem Werbeatelier und als Dekorateurin bei der Handelsorganisation HO. Von 1953 bis 1959 studierte sie in Halle/Saale bei Walter Funkat am Institut für künstlerische Werkgestaltung Burg Giebichenstein Gebrauchsgrafik. Dabei lernte sie Dieter Ramdohr kennen, den sie heiratete. Sie war dann in Magdeburg freischaffend als Gebrauchsgrafikerin tätig. Von 1961 bis 1963 hatte sie eine Dozentur an der Fachschule für angewandte Kunst Magdeburg.
Sie schuf neben weiteren gebrauchsgrafischen Arbeiten u. a. Buchillustrationen, gestaltete Kataloge und arbeitete gemeinsam mit ihrem Mann als Ausstellungsgestalterin. Marlene Ramdohr-Bark war Mitglied des Verbands Bildender Künstler der DDR. Werke von Marlene Ramdohr-Bark befinden sich in den Staatlichen Kunstsammlungen Dresden.

## Werke (Auswahl)

### Buchillustrationen und -Gestaltung
- Walter Nichelmann: Die andere Heimat. Mitteldeutscher Verlag, Halle, 1962
- Heinz Sachs (Hrsg.): An den Tag gebracht. Prosa junger Menschen. Mitteldeutscher Verlag, Halle, 1962 (mit weiteren Illustratoren)

### Entwurf eines Logos
- Kupferschmiede und Apparaturen C. Kunze (1965)[2]

## Teilnahme an zentralen und wichtigen regionalen Ausstellungen in der DDR
- 1962/1973, 1977/1978, 1982/1983 und 1987/1988: Dresden, Fünfte Deutsche Kunstausstellung und VIII. bis X. Kunstausstellung der DDR
- 1974 und 1979: Magdeburg, Bezirkskunstausstellungen
- 1977: Magdeburg, Gebrauchsgrafik im Bezirk Magdeburg
- 1984: Halle/Saale („Walter Funkat und Schüler“)